# Florent Isenbaert
Florent Isenbaert (Antwerpen, ca. 1827 – Antwerpen, ?) was een Belgisch marineschilder.
Hij studeerde aan de Koninklijke Academie voor Schone Kunsten van Antwerpen omstreeks 1843-1845. Hij volgde er onder meer de landschapsklas van Jacob Jacobs. Medestudenten en persoonlijke vrienden waren Hendrik Schaefels en Frans Lamorinière, met wie hij toen vaak samen ging wandelen en tekenen in de Antwerpse polders en in het havengebied.
Zijn carrière lijkt heel bescheiden te zijn geweest. Hij woonde rond 1883 in de Van Leriusstraat 5 in Antwerpen. Hij was familiaal verwant met de kunstschilderes Marthe Donas.

## Tentoonstellingen
- Salon 1883, Gent : “De Schelde onder Austruweel (Oosterweel) bij Antwerpen” en “Op de rivier”